# Acanthophorus serraticornis
Acanthophorus serraticornis là một loài bọ cánh cứng trong họ Cerambycidae.